# Roncq
Roncq är en kommun i departementet Nord i regionen Hauts-de-France i norra Frankrike. Kommunen ligger i kantonen Tourcoing-Nord som tillhör arrondissementet Lille. År 2022 hade Roncq 13 873 invånare.

## Befolkningsutveckling
Antalet invånare i kommunen Roncq
| Referens: INSEE |